# クモ膜
クモ膜（蜘蛛膜、くもまく、arachnoid mater）は、脳と脊髄を覆う3層の髄膜のうち、外から2層目にあたるものである。名は小柱の入り組んだ様子がクモ（ラテン語でarachnoid）の巣を思わせることから。
一番外の硬膜には密着しているが、内の軟膜との間には広い空間があり、小柱という線維の束が無数に伸びてクモ膜と軟膜をつないでいる。この空間は肉眼で見ても明らかで、クモ膜下腔と呼ばれる。クモ膜下腔は脳脊髄液で満たされている。硬膜とクモ膜の間にもわずかながら硬膜下隙と呼ばれる隙間があり、硬膜下出血で血液がたまると肉眼で認められる程度まで広がる。

脳のクモ膜と脊髄のクモ膜を特に区別する必要があるときは、脳クモ膜（のうくもまく、英語：cranial arachnoid、ラテン語：arachnoidea encephali）、脊髄クモ膜（せきずいくもまく、英語：spinal arachnoid、ラテン語：arachnoidea spinalis）と呼び分ける。脳クモ膜は脳硬膜を貫いて、頭蓋内の静脈洞にクモ膜顆粒（パッキオーニ小体）と呼ばれる突出を作っている。クモ膜顆粒はクモ膜下腔の脳脊髄液がクモ膜を通過して静脈血に吸収される場所と考えられている。
硬膜・軟膜と同様、脊髄クモ膜は脊髄神経の根を包んで脊柱管の外に出る。脊髄神経が脊髄神経節を作り前枝と後枝に分かれた先にもクモ膜は続いているが、その部分は神経周膜と呼ばれる。

## 参考画像

頭蓋骨、髄膜の構造
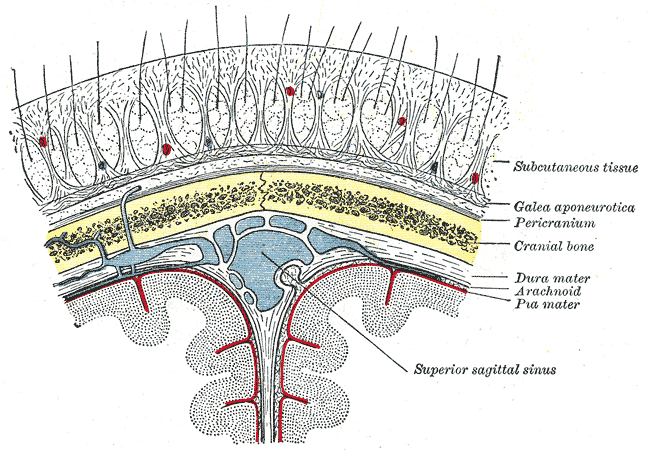
頭皮断面の構造